# Mantyla

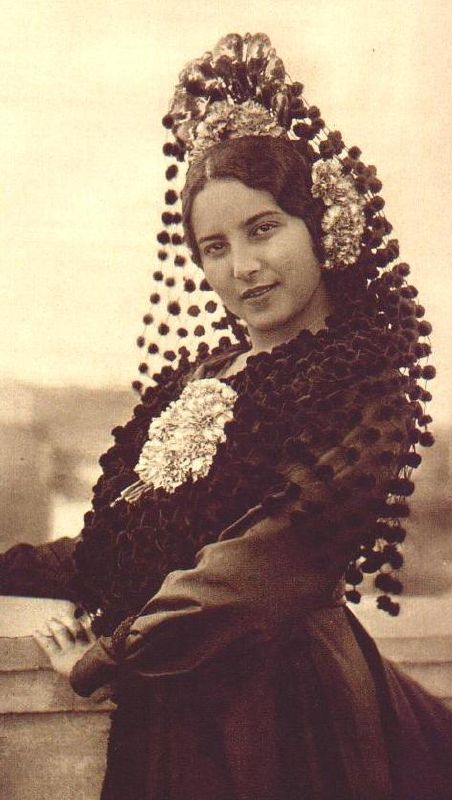
Mantyla w stylizowanym stroju ludowym, lata 20. XX w.

Mantyla, mantylka, mantilla (z łac. mantellum – okrycie) – odmiana welonu lub szala zarzucanego na głowę i ramiona, wykonana z koronki lub cienkiej tkaniny jedwabnej.

## Charakterystyka
Element stroju ludowego noszonego przez kobiety w niektórych rejonach Hiszpanii, zazwyczaj koloru czarnego lub białego (z rzadka czerwonego).
Mantyla przytrzymywana jest na włosach przez wysoki kok z tyłu głowy oraz ozdobny grzebień i starannie drapowana na ramionach. Czarną noszono zazwyczaj m.in. na fiesty oraz w Wielkim Tygodniu, białą natomiast – w Poniedziałek Wielkanocny i na walki byków. Mantyle są bardzo kosztowne i często przekazywane w linii żeńskiej z pokolenia na pokolenie.
Mantyla może wywodzić się od rodzaju peleryn, nazywanych manton. W ubiorze ogólnoeuropejskim forma okryć głowy zbliżona do klasycznej mantyli była popularna w XVII w.
W regionalnych odmianach stroju hiszpańskiego mantyla rozpowszechniła się w XVII-XVIII w. i spopularyzowała w wieku XIX. Pojawiała się często na obrazach Diego Velázqueza i Francisca Goi. Początkowo była niewielkich rozmiarów, jednak rozpowszechnianie się rozbudowanych uczesań w typie koka, które pozwalały na umieszczanie we włosach wysokich grzebieni, powodowało, że forma mantyli stawała się coraz bardziej spiętrzona nad czołem.